# Паперовий змій
«Паперовий змій» — анімаційний фільм 1978 року Творчого об'єднання художньої мультиплікації студії Київнаукфільм, режисер — А. Кирик.

## Над мультфільмом працювали
- Автор сценарію: Жанна Вітензон
- Режисер: Анатолій Кирик
- Художник-постановник: Наталія Горбунова
- Оператор: Ніна Шевчук
- Композитор: Володимир Шаповаленко
- Звукооператор: Володимир Антоненко
- Монтаж: Наталії Слуцької
- Асистенти: Н. Вострецов, А. Тесля, Н. Вакуленко
- Мультиплікатори: Жан Таран, А. Трифонов, Елеонора Лисицька
- Ляльки і декорації виготовили: Я. Горбаченко, Анатолій Радченко, В. Яковенко, Вадим Гахун
- Редактор: Світлана Куценко
- Директор картини: Орест Драгаєв-Бойчук